# Grand-Croix (Savoie)
Pour l’article homonyme, voir Grand-croix.
La Grand-Croix est un village en grande partie abandonné situé sur le versant méridional du massif du Mont-Cenis au sein la commune de Val-Cenis.

## Géographie
Perché à 1 880 m d'altitude au pied du barrage du Mont-Cenis il se situe à 12 km en aval du col du Mont-Cenis. Dernier hameau avant l'Italie, il domine le plateau de Saint-Nicolas à quelques encablures de la frontière 2 km en contrebas. De par sa localisation il est coupé du reste de la commune pendant toute la saison hivernale.

## Histoire
Le bourg se voit réuni à la France à la suite du traité de Paris de 1947 permettant au territoire de la province de Maurienne de s'agrandir d'une superficie de 81,79 km2. Ce nouveau tracé frontalier englobe désormais le col et la combe du lac du Mont-Cenis franchissant ainsi la ligne du partage des eaux, et voit ainsi le bourg revenir dans le giron savoyard. Lors de la construction du barrage en 1968, le village situé au pied de la digue a été progressivement abandonné par ses habitants. L'ouverture du tunnel autoroutier du Fréjus scellera définitivement son sort, avec une chute drastique du trafic routier. De nos jours seules subsistent quelques résidences secondaires occupées à la belle saison, suivant pratiquement le tracé de la route actuelle.

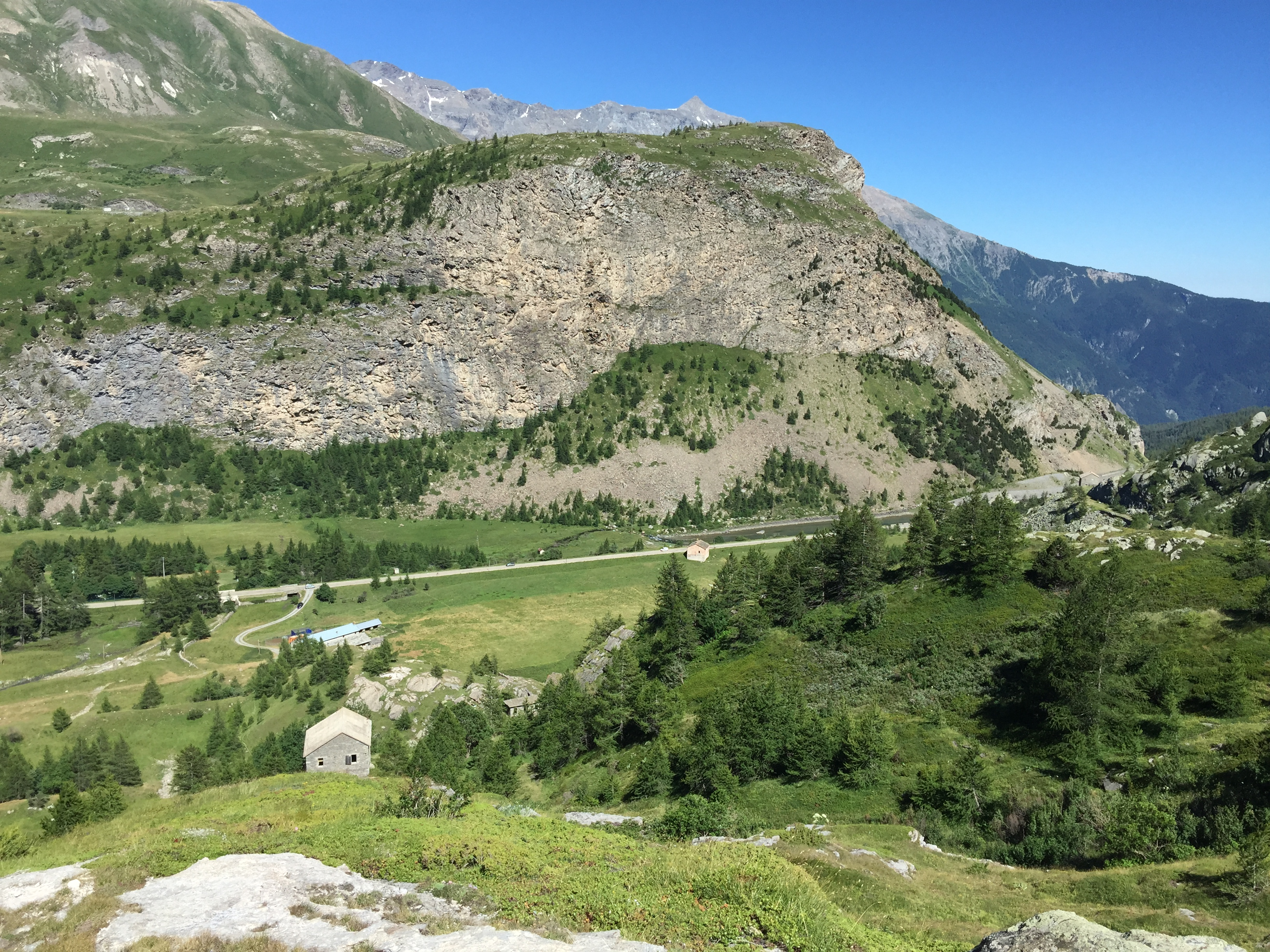
Situé au pied du col du Mont-Cenis sur le versant méridional du massif, le village domine le plateau de Saint-Nicolas menant à la frontière italienne.

Le poste de douane français se situe à l'entrée du village.
 Longtemps point de passage sur la route reliant la France à la péninsule italienne, le bourg connaîtra son apogée entre 1868 et 1871, date à laquelle la localité servit de point ravitaillement sur la ligne ferroviaire construite entre Saint-Michel et Suse. Le chemin de fer passant par le col du Mont-Cenis, avec une locomotive système Fell, suivant pratiquement le tracé de la route actuelle.
On voit encore de nos jours au pied du village les restes du tunnel percé à flanc de montagne pour y faire transiter le train, avec une chute drastique du trafic routier
Grand-Croix (appelé à l'époque Gran Croce) fut détaché de la commune de Lanslebourg lors de la mise en application du traité de Turin de 1860 et fut détachée du duché de Savoie pour être rattaché au royaume d'Italie. De possibles raisons que Grand-Croix soit aujourd'hui une ville fantôme est que 1) Le col du Mont-Cenis est fermé en hiver et 2) Benito Mussolini avait exproprié les citoyens français, officiellement pour des raisons militaires. Cependant cela ne fut qu'un prétexte et était un acte d'hostilité vis-à-vis de la République française.